# Langhorne Speedway
Il Langhorne Speedway era un circuito automobilistico costruito a Middletown Township, nella Contea di Bucks, vicino al distretto di Langhorne, in Pennsylvania, un sobborgo settentrionale di Filadelfia.
Costruito nel 1926, è stato il primo tracciato sterrato costruito esclusivamente per le corse automobilistiche. Club sportivi americani di alto profilo come l'American Motorcyclist Association (AMA), l'American Automobile Association (AAA) e lo United States Auto Club (USAC) hanno reso Langhorne parte dei campionati da loro organizzati. Langhorne è stato anche protagonista di spicco nei primi anni della NASCAR e ha ospitato almeno una gara organizzata dalla NASCAR ogni anno dal 1949 al 1957.
È anche conosciuto come "The track that ate the heroes", "The big left turn" e "The ’Horne".

## Storia
Il circuito fu costruito da un gruppo di appassionati di corse di Filadelfia noto come National Motor Racing Association (NMRA) e la prima gara che si tenne il 12 giugno 1926 fu vinta dal ventunenne Fred Winnai.
ll 7 agosto 1926, Lou Fink divenne la prima vittima della pista quando la sua auto si schiantò vicino alla tribuna principale.
Nel 1941, la pista venne venduta allo stuntman Earl "Lucky" Teter. Tuttavia, Teter è rimasto proprietario solo fino al 5 luglio 1942, quando è morto mentre tentava un'acrobazia con la macchina all'Indiana State Fair. Lo stesso mese, il governo degli Stati Uniti ha vietato tutte le forme di corse automobilistiche a causa del coinvolgimento americano nella seconda guerra mondiale. Di conseguenza, lo Speedway rimase inattivo e non ospitò gare fino al 1946. La proprietà della pista passò poi a Irv Fried e Al Gerber.
Il layout della pista venne modificato a forma di "D" nel 1965 costruendo un rettilineo lungo il tratto posteriore e pavimentando la superficie irregolare con asfalto. Fried e Gerber hanno annunciato la vendita del circuito nel 1966 a una società che era intenzionata a costruire un centro commerciale. L'ultima gara tenutasi a Langhorne ebbe luogo il 17 ottobre 1971, il giorno dopo i bulldozer iniziarono a lavorare alla costruzione del centro commerciale.

### Morti e feriti gravi
La pista divenne nota come una delle piste più pericolose negli sport motoristici. In totale sono morti 18 piloti, cinque motociclisti, tre spettatori e un ufficiale di gara. Nel primo National Open del 1951, un grosso incidente bloccò la pista e le fiamme provenienti dalla auto ustionarono il pilota Wally Campbell, campione NASCAR di quell'anno.

### "Puke Hollow"
Probabilmente la zona più famosa del percorso originale sterrato, che si è guadagnata il soprannome di "Puke Hollow" (buca che fa vomitare), si trovava alla curva #2. La zona ha ricevuto questo soprannome dato che, un pilota, potrebbe essere incline a "vomitare" a causa dell'estrema spinta che la sua auto subisce quando colpisce i solchi profondi che si sono formati in questa sezione della pista durante la gara. Quando la pista fu riconfigurata e pavimentata nel 1965, la superficie dell'asfalto liscia e livellata ha essenzialmente impedito la formazione di eventuali zone accidentate ed eliminato la "buca".

## Albo d'oro

### Vincitori NASCAR Grand National
Tutti i vincitori erano  americani
| Anno | Data         | Pilota           | Costruttore | Distanza |
| ---- | ------------ | ---------------- | ----------- | -------- |
| 1949 | 11 settembre | Curtis Turner    | Oldsmobile  | 200 mi   |
| 1950 | 16 aprile    | Curtis Turner    | Oldsmobile  | 150 mi   |
| 1950 | 17 settembre | Fonty Flock      | Oldsmobile  | 200 mi   |
| 1951 | 15 settembre | Herb Thomas      | Hudson      | 150 mi   |
| 1952 | 4 maggio     | Dick Rathmann    | Hudson      | 150 mi   |
| 1952 | 14 settembre | Lee Petty        | Plymouth    | 250 mi   |
| 1953 | 3 maggio     | Buck Baker       | Oldsmobile  | 150 mi   |
| 1953 | 21 giugno    | Dick Rathmann    | Hudson      | 200 mi   |
| 1953 | 20 settembre | Dick Rathmann    | Hudson      | 250 mi   |
| 1954 | 2 maggio     | Herb Thomas      | Hudson      | 150 mi   |
| 1954 | 26 settembre | Herb Thomas      | Hudson      | 250 mi   |
| 1955 | 24 aprile    | Tim Flock        | Chrysler    | 124 mi   |
| 1955 | 18 settembre | Tim Flock        | Chrysler    | 250 mi   |
| 1956 | 22 aprile    | Buck Baker       | Chrysler    | 150 mi   |
| 1956 | 23 settembre | Paul Goldsmith   | Chevrolet   | 300 mi   |
| 1957 | 14 aprile    | Fireball Roberts | Ford        | 150 mi   |
| 1957 | 15 settembre | Gwyn Staley      | Chevrolet   | 300 mi   |

### Langhorne National Open
Dal 1951 al 1971, il Langhorne Speedway ha ospitato il Langhorne National Open, che è diventato la gara più prestigiosa della nazione. Dal 1951 al 1957, la gara fu sanzionata dalla NASCAR. Dutch Hoag è stato il pilota di maggior successo, vincendo cinque volte. Hoag è stato l'unico pilota a vincere l'Open nazionale su entrambe le superfici, lo sterrato e il pavimentato.

#### Vincitori del Langhorne National Open
Tutti i vincitori erano  americani
| Anno | Data       | Vincitore                                 | Provenienza       |
| ---- | ---------- | ----------------------------------------- | ----------------- |
| 1951 | 14 ottobre | Hully Bunn (Sostituto pilota: Dick Eagan) | Connecticut       |
| 1952 | 12 ottobre | Jim Delaney                               | New Jersey        |
| 1953 | 11 ottobre | Ted Swaim                                 | Carolina del Nord |
| 1954 | 10 ottobre | Frankie Schneider                         | New Jersey        |
| 1955 | 9 ottobre  | Pete Corey                                | New York          |
| 1956 | 14 ottobre | Dutch Hoag                                | New York          |
| 1957 | 13 ottobre | Glenn Guthrie                             | Washington, D.C.  |
| 1958 | 12 ottobre | Jim Delaney                               | New Jersey        |
| 1959 | 11 ottobre | Jim Delaney                               | New Jersey        |
| 1960 | 9 ottobre  | Dutch Hoag                                | New York          |
| 1961 | 8 ottobre  | Bob Malzahn                               | New Jersey        |
| 1962 | 14 ottobre | Frankie Schneider                         | New Jersey        |
| 1963 | 13 ottobre | Dutch Hoag                                | New York          |
| 1964 | 11 ottobre | Freddy Adam                               | Pennsylvania      |
| 1965 | 10 ottobre | Bill Slater                               | Connecticut       |
| 1966 | 9 ottobre  | Will Cagle                                | New Jersey        |
| 1967 | 8 ottobre  | Dutch Hoag                                | New York          |
| 1968 | 13 ottobre | Dutch Hoag                                | New York          |
| 1969 | 12 ottobre | Ray Hendrick                              | Virginia          |
| 1970 | 11 ottobre | Merv Treichler                            | New York          |
| 1971 | 17 ottobre | Roger Treichler                           | New York          |

### Vincitori AAA Champ Car
Tutti i vincitori erano  americani
| Anno | Data       | Pilota            | Telaio       | Motore   |
| ---- | ---------- | ----------------- | ------------ | -------- |
| 1930 | 3 maggio   | Bill Cummings     | Miller       | Miller   |
| 1935 | 13 ottobre | Kelly Petillo     | Wetteroth    | Offy     |
| 1940 | 16 giugno  | Duca Nalon        | Adams        | Sparks   |
| 1941 | 22 giugno  | Duca Nalon        | Adams        | Sparks   |
| 1946 | 30 giugno  | Rex Mays          | Stevens      | Winfield |
| 1947 | 22 giugno  | Bill Holland      | Wetteroth    | Offy     |
| 1948 | 20 giugno  | Walt Brown        | Kurtis Kraft | Offy     |
| 1949 | 16 ottobre | Johnnie Parsons   | Kurtis Kraft | Offy     |
| 1950 | 25 giugno  | Jack McGrath      | Kurtis Kraft | Offy     |
| 1951 | 24 giugno  | Tony Bettenhausen | Kurtis Kraft | Offy     |
| 1954 | 20 giugno  | Jimmy Bryan       | Kuzma        | Offy     |
| 1955 | 19 giugno  | Jimmy Bryan       | Kuzma        | Offy     |

### Vincitori USAC Champ Car
Tutti i vincitori erano  americani
| Anno | Data      | Pilota          | Telaio       | Motore |
| ---- | --------- | --------------- | ------------ | ------ |
| 1956 | 24 giugno | George Amick    | Kuzma        | Offy   |
| 1957 | 7 giugno  | Johnny Thomson  | Kuzma        | Offy   |
| 1958 | 15 giugno | Eddie Sachs     | Kuzma        | Offy   |
| 1959 | 14 giugno | Van Johnson     | Kurtis Kraft | Offy   |
| 1960 | 19 giugno | Jim Hurtubise   | Kuzma        | Offy   |
| 1961 | 18 giugno | AJ Foyt         | Meskowski    | Offy   |
| 1962 | 1º luglio | AJ Foyt         | Meskowski    | Offy   |
| 1962 | 26 agosto | Don Branson     | Watson       | Offy   |
| 1963 | 23 giugno | AJ Foyt         | Meskowski    | Offy   |
| 1964 | 21 giugno | AJ Foyt         | Meskowski    | Offy   |
| 1965 | 20 giugno | Jim McElreath   | Brabham      | Offy   |
| 1965 | 8 agosto  | Jim McElreath   | Brabham      | Offy   |
| 1966 | 12 giugno | Mario Andretti  | Brawner Hawk | Ford   |
| 1966 | 7 agosto  | Roger McCluskey | Eagle        | Ford   |
| 1967 | 18 giugno | Lloyd Ruby      | Mongoose     | Ford   |
| 1967 | 30 luglio | Mario Andretti  | Brawner Hawk | Ford   |
| 1968 | 23 giugno | Gordon Johncock | Gerhardt     | Offy   |
| 1968 | 28 luglio | Al Unser        | Lola         | Ford   |
| 1969 | 15 giugno | Bobby Unser     | Eagle        | Offy   |
| 1970 | 14 giugno | Bobby Unser     | Eagle        | Offy   |